# 保罗·格林加德
保罗·格林加德（英語：Paul Greengard，1925年12月11日—2019年4月13日），美国生物医学家。

## 生平
格林加德出生于美国纽约。1953年，在约翰·霍普金斯大学获博士学位。1983年至今，担任纽约市洛克菲勒大学分子与细胞神经科学实验室主任。因对神经系统信号传导研究的贡献，获得了2000年诺贝尔生理学或医学奖。

## 研究
格林加德的研究主要是神經傳導物質誘發的神經元內在活動。他和他的同事研究人員專注於研究第二信使級聯反應，對於神經傳導物質的傳遞和與受體結合的永久性變化。在一系列的實驗中，格林加德和他的同事發現當多巴胺和細胞膜神經元上的受體結合時，會導致胞內環腺苷酸的增加，進而激活蛋白激酶A，這將會打開或關閉其他蛋白質的磷酸化。透過磷酸化，被激活的蛋白質可以執行許多細胞中的生理現象：DNA的轉錄製造新的蛋白質、移動更多的受體至突觸因而增加了神經元的靈敏度，或將離子通道移動至細胞表面並因此增加細胞的興奮性。2000年時他因「解釋了神經傳導物質如何作用於細胞上，並能激活了稱為中央分子的DARPP-32」而被授予諾貝爾獎。

## 家庭
保罗·格林加德有两子一女 。其中，兩子分別是Claude、Leslie，生於其第一段婚姻。
Claude Greengard於加州大學柏克萊分校獲得數學博士學位，並於IBM擔任副總裁。
Leslie Greengard於耶魯大學醫學院獲得醫學博士學位和計算機科學博士學位，任教於紐約大學數學和計算機科學系，並是美國國家工程科學院和美國國家科學院的會員。